# Santa Catalina (Îles Salomon)
Owariki
Pour les articles homonymes, voir Santa Catalina.
Santa Catalina, également dénomée Owariki, est une île des Salomon localisée dans la province de Makira-Ulawa.

## Description
Cette petite île corallienne, de 2,8 km de longueur pour 2 km de largeur, est située à l'extrémité orientale de Makira (ou île de San Cristobal) dont elle est séparée par un détroit large de 7,5 km et à environ 2,5 km au sud de la petite île de Santa Ana (Owaraha).

## Histoire
L'île a été découverte le 4 juillet 1568 par l'expédition de l'explorateur espagnol Álvaro de Mendaña. L'observation puis le débarquement sur l'île se sont faites lors d'une exploration locale du brigantin le Santiago commandé par Francisco Muñoz Rico et avec pour pilote Hernán Gallego qui ont nommé l'île Santa Catalina,.
L'anthropologue et photographe autrichien Hugo Bernatzik la visite en 1932 et en étudie la population et sa vie quotidienne. Il prend aussi des clichés photographiques et juge que sa culture est en déclin au contact du monde moderne.

## Culture
Ses habitants parlent le owa et partagent la même culture que les habitants de l'île de Santa Ana et de l'extrémité orientale de l'île de San Cristobal.
Des objets de culture Owa provenant de Santa Catalina, notamment un bâton-bouclier ou qauata (Numéro d'inventaire : MNC 86.4.14), sont visibles au Musée de Nouvelle-Calédonie.
Un festival tribal, le Wogosia ou rituel des premiers fruits, incluant des combats tribaux ancestraux ritualisés, est organisé chaque année sur l'île fin mai ou début juin selon l'alignement correct du soleil et de la lune.
Sur l'île de Santa Catalina, un rituel d'initiation des jeunes garçons a lieu pendant la saison de la pêche à la sardine.

## Faune
Plusieurs sous-espèces d'oiseaux endémiques des Salomon sont présentes à Santa Catalina comme la sous-espèce de Monarque à ventre marron Monarca castaneiventris ugiensis, la sous-espèce de Râle des Moluques Amaurornis moluccana ultima, la sous-espèce de Râle tiklin Gallirallus philippensis christophori, la sous-espèce de Rhipidure roux Rhipidura rufifrons kuperi, la sous-espèce d'Hémiprocné à moustaches Hemiprocne mystacea carbonaria et la sous-espèce d'Autour pie
Accipiter albogularis albogularis.